# Karbennings kyrka
Karbennings kyrka är en kyrkobyggnad som hör till Norberg-Karbennings församling i Västerås stift. Fram till 1 januari 2010 var den församlingskyrka i Karbennings församling. Kyrkan ligger i Åsby, cirka tre kilometer söder om stationssamhället Karbenning.

## Karbennings gamla kyrka

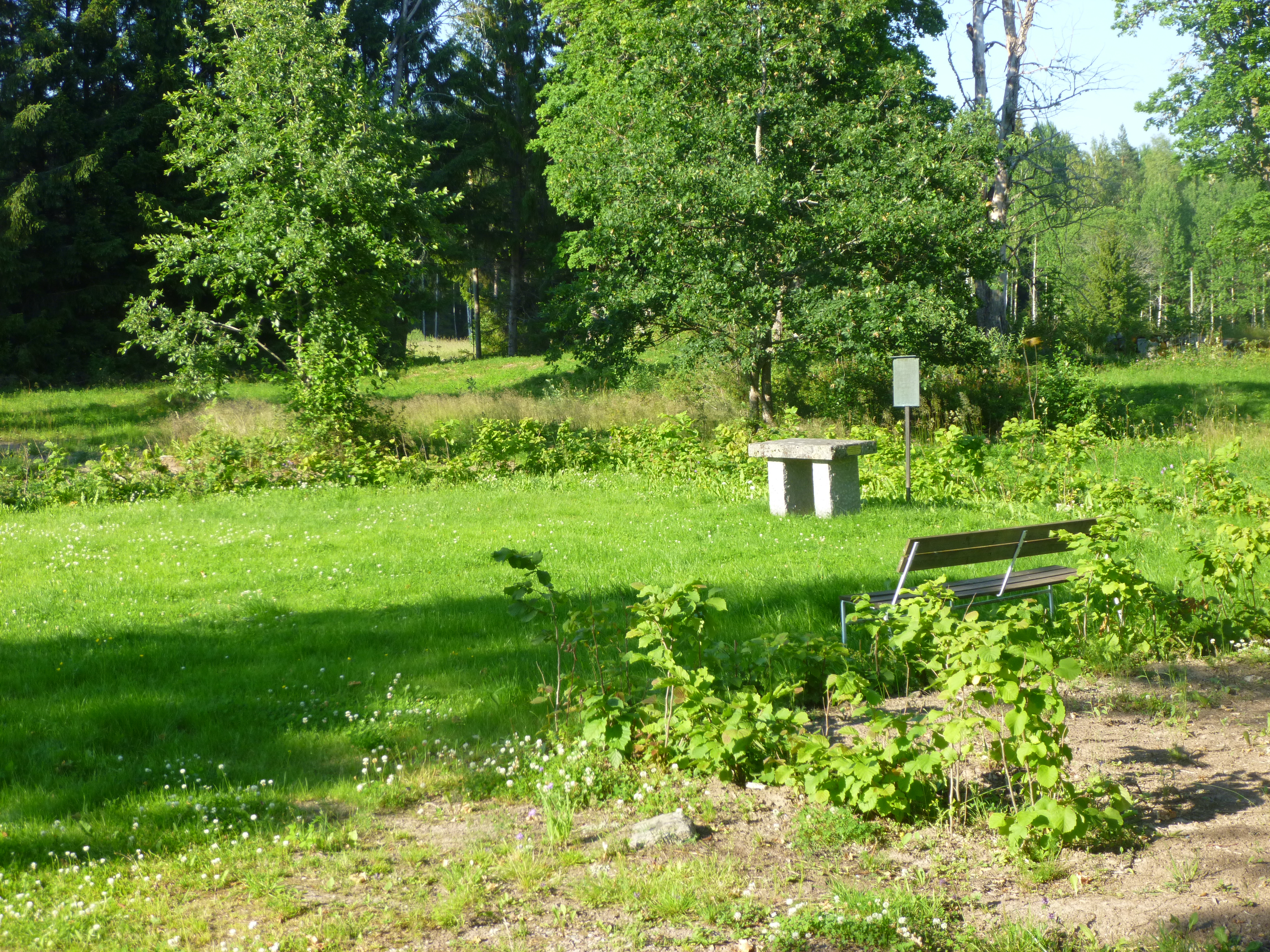
Karbennings gamla kyrka 2014.

Karbennings gamla kyrka låg i Karbenningby, omkring två kilometer öster om nuvarande kyrkplats. Kyrkan var en träkyrka i timmer uppförd 1654. Den bestod av ett långhus med rakt avslutat kor i öster. I norr fanns sakristian och i söder vapenhuset. Kyrkan finns avbildad i Olof Graus Beskrifning öfwer Wästmanland med sina städer, härader och socknar af Olof Grau från 1754.
På grund av inflyttning räckte kyrkan inte till utan slets ned. Några år efter att nuvarande kyrkobyggnad invigts 1845 revs träkyrkan. Kyrkorummets innertak med dekorationsmålningar från 1710 såldes på auktion 1847, men har bevarats i socknen och är uppsatt i två olika gårdar.

## Karbennings nya kyrka
Nuvarande kyrka i nyklassisk stil uppfördes åren 1839–1845 efter ritningar av arkitekten Samuel Enander. Byggnaden består av ett rektangulärt långhus med rakt avslutat kor i öster och ett kyrktorn i väster. En smalare vidbyggd sakristia finns öster om koret. Kyrkan har en stomme av sten och slätputsade fasader som är strukna med vit kalkfärg. Varje långsida har fyra rundbågiga fönster. Långhuset täcks av ett sadeltak, medan tornet har en konkav huv som kröns av en fyrkantig lanternin. Taken är klädda med falsad svartmålad plåt. Ingångar finns vid tornets västra sida samt mitt på södra långväggen. Exteriörens ursprungliga prägel är bevarad.
Kyrkorummet var ursprungligen stramt hållet i vitt och guld, men fick sin nuvarande prägel vid en restaurering 1903 efter ritningar av arkitekt Agi Lindegren. Gångar och bänkkvarter försågs då med skurgolv av trä och en ny öppen bänkinredning tillkom. Altarpredikstolen byggdes om och flyttades till norra väggen, samtidigt som nuvarande altaruppsats tillkom. Hela kyrkorummet målades om. Åren 1945–1946 genomfördes en restaurering efter program av arkitekt Ove Lejonhuvud. Innertakets tunnvalv fick då sin nuvarande lavering som liknar ett uppsprickande molntäcke. Väggarna stänkmålades. Nuvarande korgolv av trä, som är två steg högre än övriga kyrkorummet, lades in och ströks med mörk lasyr. I vapenhuset lades ett kalkstensgolv in. En oljepanna installerades i en utgrävd källare under sakristian.
Vid en restaurering 1983 inreddes brudkammare och garderob under orgelläktaren och interiören målades på nytt. Tre år senare ersattes oljepannan med jordvärme. Åren 2001–2002 förnyades kyrkans elsystem, då även korgolvets mörka lasering slipades av och dess brädor oljades in med ljus nyans.

## Inventarier
- Äldsta inventarium är dopfunten från omkring 1500. Funten är huggen i två kalkstensblock. Cuppan saknar uttömningshål och är försedd med ornament av rosor och klöverblad i låg relief. Dopfunten har en insats av silver som skänktes till kyrkan 1947 av generalkonsul Axel Ax:son Johnsson.
- Predikstolen ritades av bildhuggaren och konstnären O.L. Dahlman i Västerås och invigdes tillsammans med kyrkan första söndagen i Advent 1845. Ursprungligen var predikstolen placerad ovanför altaret men vid restaureringen 1903 flyttades den till norra väggen. En ny trappa med räcke som harmonierade med korgen tillkom. Predikstolen blev då helt förgylld från att tidigare ha varit vit med förgyllda ornament.
- Altaruppsatsen med förgyllda kolonner kom på plats 1903.
- Altartavlan som tillkom 1903 är målad av Olle Hjortzberg.

### Orgel
- Ett positiv med 4 stämmor byggdes 1701 av Cahman för 420 daler kopparmynt. 1757 byttes man ut detta orgelverk mot ett annat med 5 stämmor och fick 550 daler kopparmynt i mellanskillnad. 1763 togs det orgelverket ner.
- Ett nytt orgelverk byggdes 1764 av pastor Svante Nicolaus Brodin för 2500 daler kopparmynt. Orgeln har 10 stämmor och utökades även av honom. Orgeln blev överflyttad till den nya kyrkan.

| Manual                       |
| Gedackt 8'                   |
| Principal 4'                 |
| Oktava 4'                    |
| Qvinta 3'                    |
| Oktava 2'                    |
| Scharf 3                     |
| Flachflöjt                   |
| Spetsflöjt (ifrån g)         |
| Trumpet 8' (halverad stämma) |
| Trumpet 4' B                 |
| Vox virginea                 |

- Den nuvarande läktarorgeln byggdes 1946 av A. Magnussons Orgelbyggeri AB. Flera av stämmorna härrör från den förra orgeln som var byggd 1885. 2 fria kombinationer. Automatisk pedalväxling. Tutti. Rullsvällare.

| Man I. Huvudverk C-g3 | Man II. Svällverk C-g3 | Pedal C-f1     | Koppel  |
| --------------------- | ---------------------- | -------------- | ------- |
| Principal 8'          | Gedackt 16'            | Subbas 16'     | II/I    |
| Fl. harm. 8'          | Rörflöjt 8'            | Ekobas 16' Tr  | II/P    |
| Gedackt 8'            | Salicional 8'          | Oktavbas 8' Tr | I/P     |
| Oktava 4'             | Principal 4'           | Koralbas 4'    | II16'   |
| Nachthorn 4'          | Flöjt 4'               |                | II16'/I |
| Kvinta 2 2/3'         | Nazard 2 2/3'          |                | II4'/I  |
| Oktava 2'             | Blockflöjt 2'          |                | I4'     |
| Mixtur III-IV         | Ters 1 3/5'            |                | II4'/P  |
| Trumpet 8'            | Sifflöjt 1'            |                |         |
|                       | Cymbel II              |                |         |
|                       | Krumhorn 8'            |                |         |
|                       | Tremolo                |                |         |

- Kororgeln byggdes 1973 av Gustaf Hagströms Orgelverkstad AB, Härnösand.

| Manual (svällare) C-g3 | Pedal C-f1 | Koppel  |
| ---------------------- | ---------- | ------- |
| Rörflöjt 8' B/D        | Subbas 16' | Man/Ped |
| Spetsgamba 8' B/D      |            |         |
| Principal 4' (fasad)   |            |         |
| Gedackt 4' B/D         |            |         |
| Gemshorn 2' B/D        |            |         |
| Mixtur III             |            |         |

## Bildgalleri

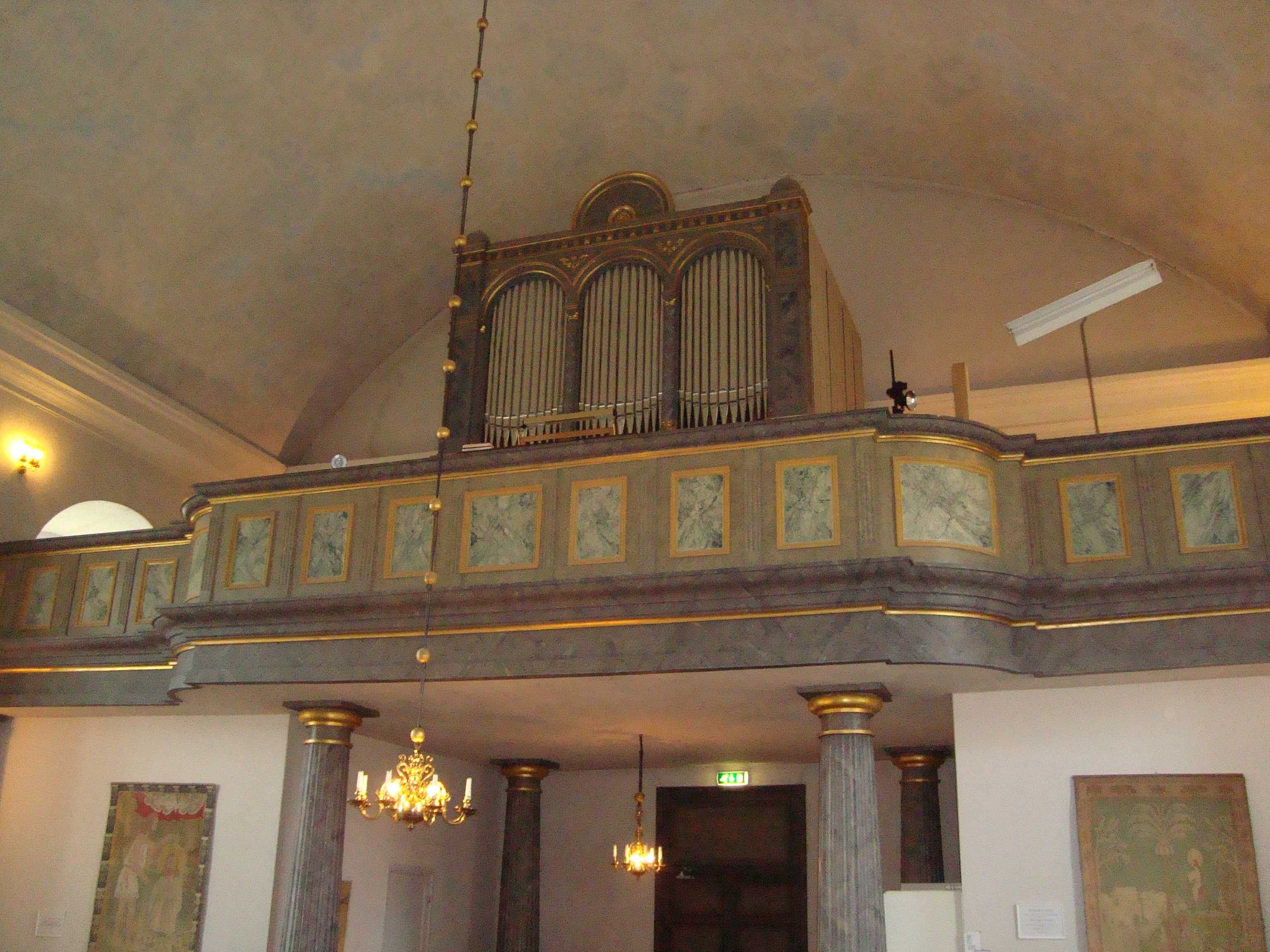
Orgelläktaren
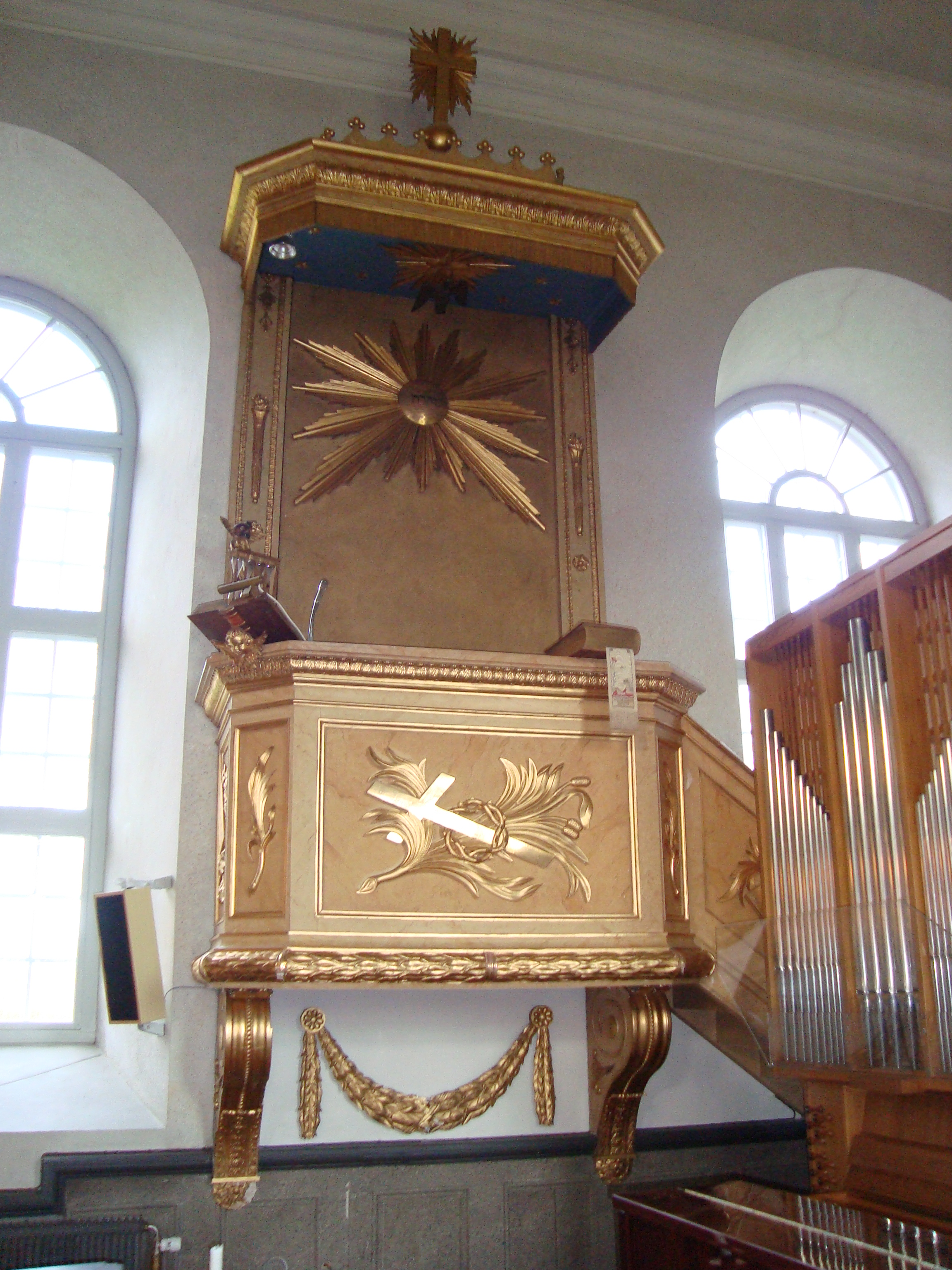
Predikstol
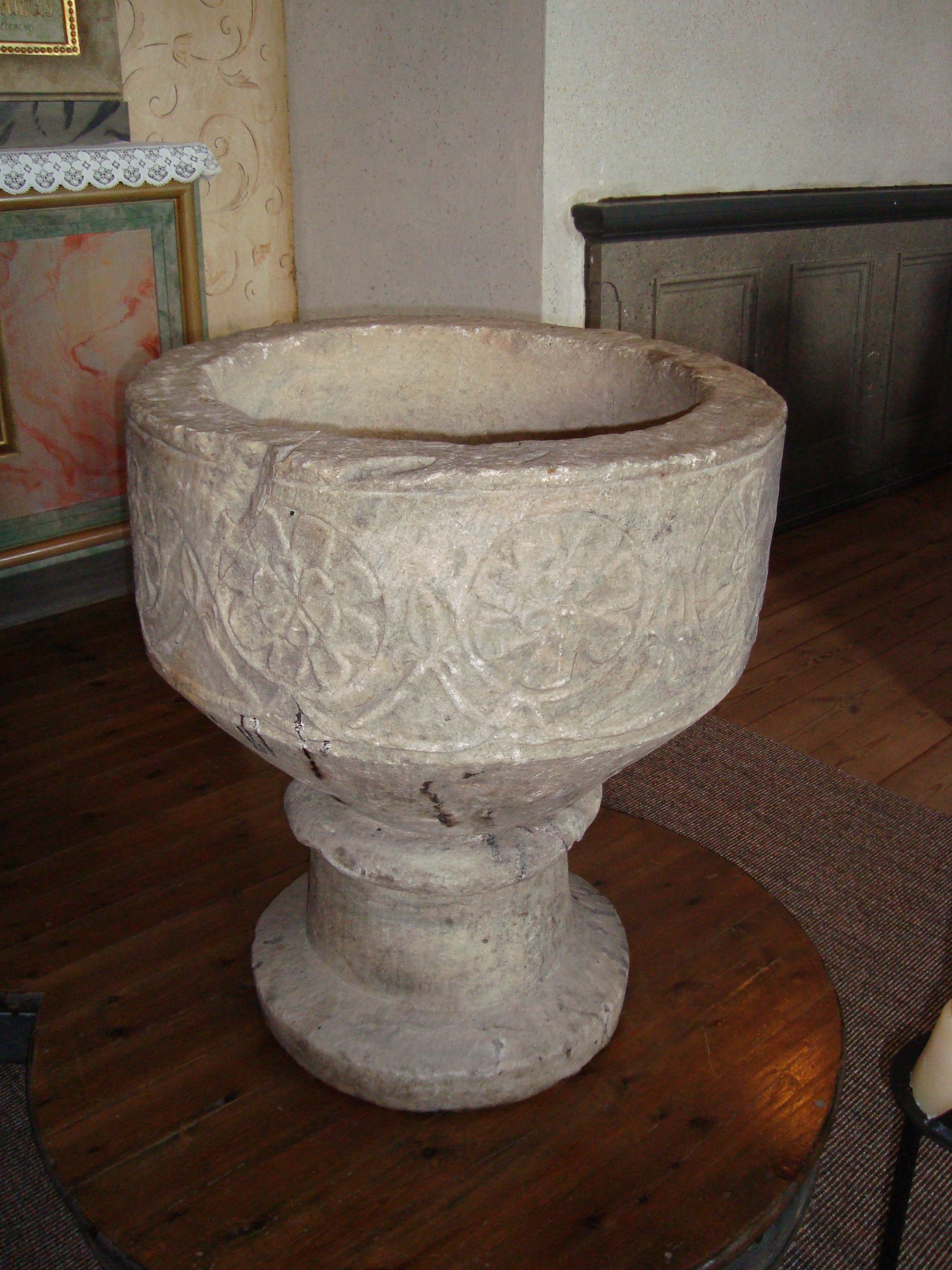
Dopfunt
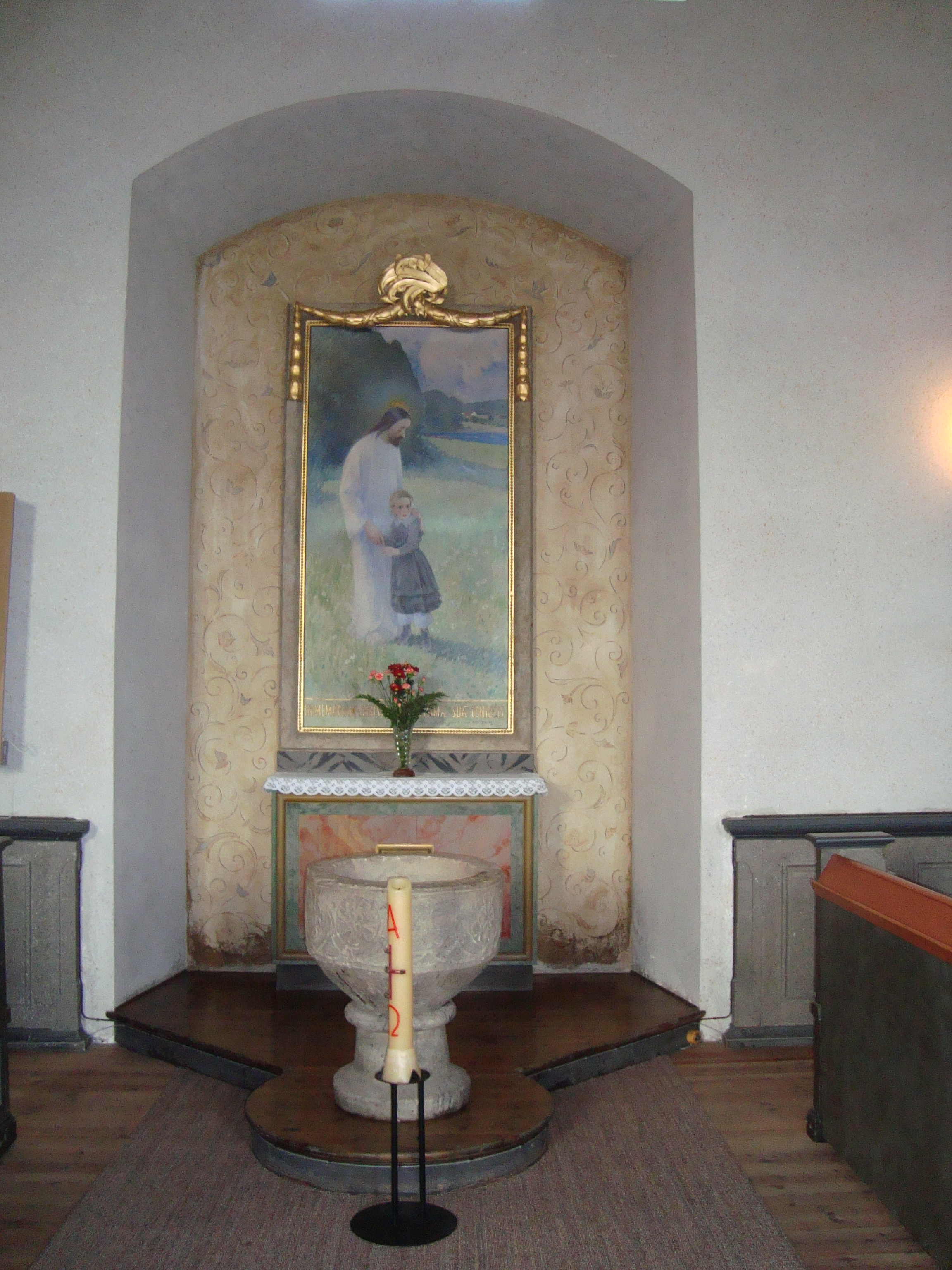
Dopfunt, ljus och Kristustavla.
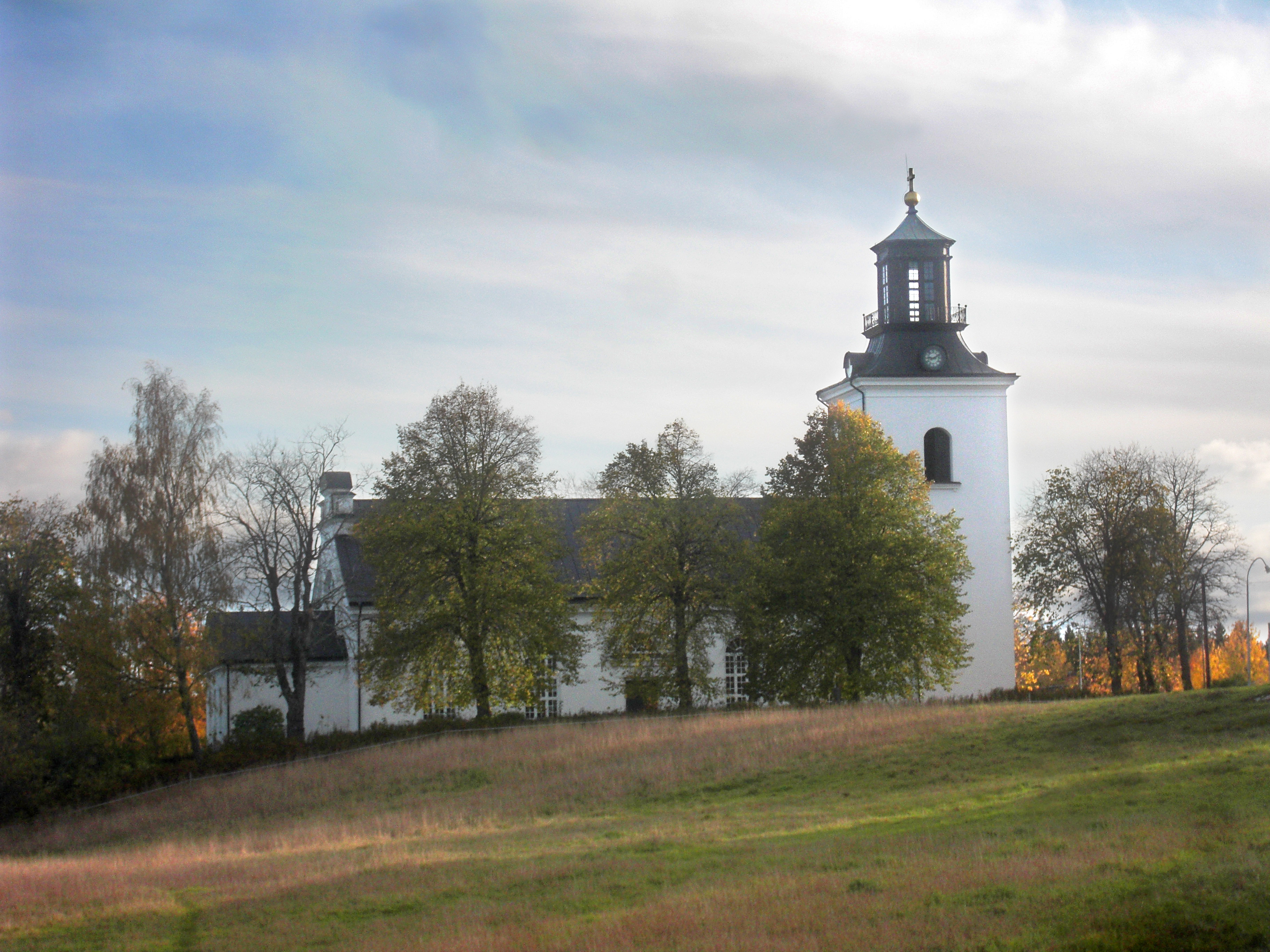
Kyrkan från norr.

## Skogsbranden i Västmanland 2014

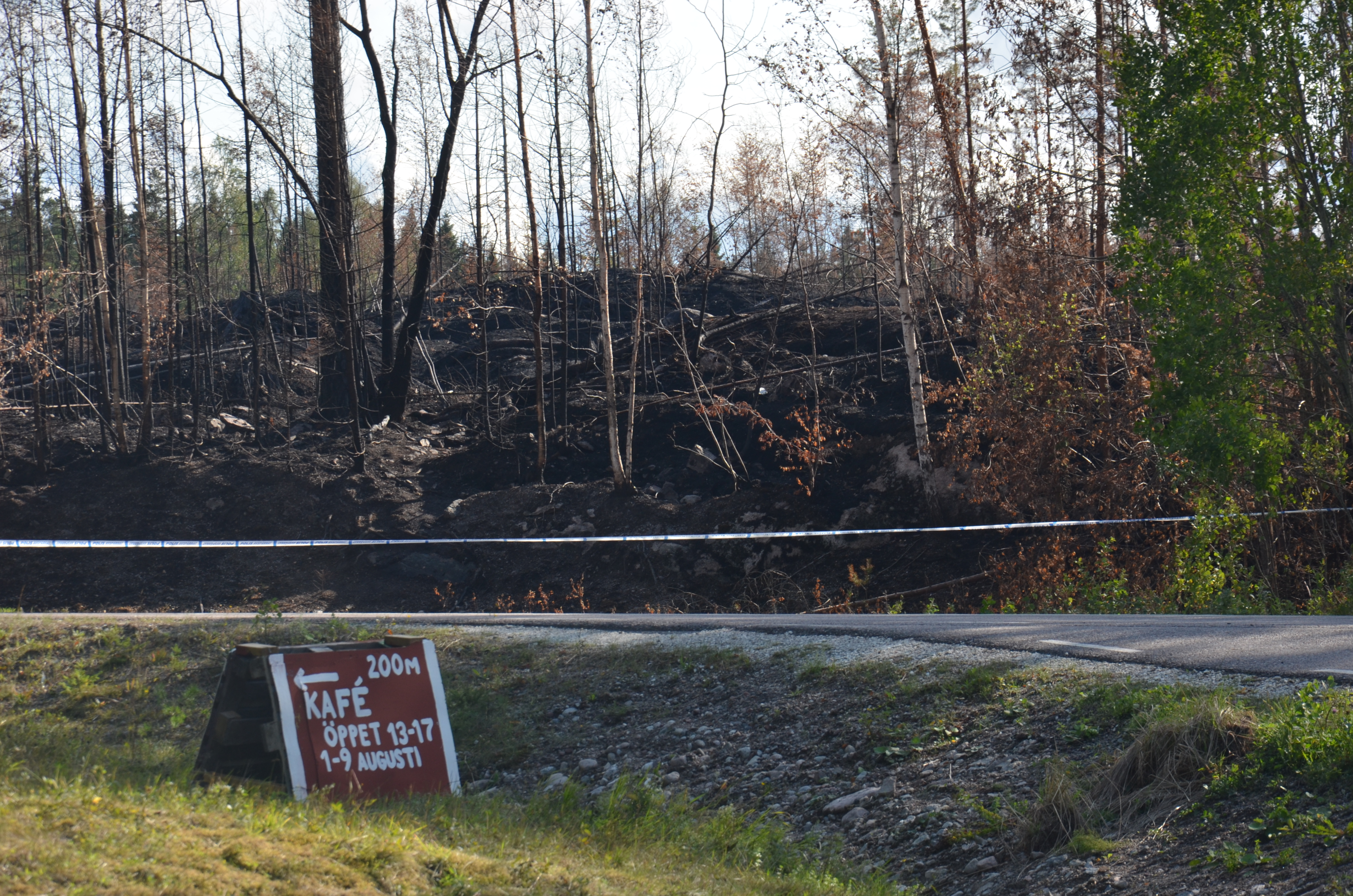
Brandfronten vid avtagsvägen till Karbennings kyrka, 22 augusti 2014

Vid skogsbranden i Västmanland 2014 låg Karbennings kyrka i omedelbar anslutning till den norra flameldsfronten under eldens femte dag.